# Sorelle (Sebenico)
Gli isolotti Sorelle o scogli Sestra (in croato: Sestrica Vela e Sestrica Mala) sono due isolotti disabitati della Croazia, situati di fronte alla costa dalmata, a est di Sebenico; fanno parte dell'arcipelago di Sebenico. Amministrativamente appartengono alla città di Sebenico, nella regione di Sebenico e Tenin.

## Geografia
Gli isolotti si trovano a sud-est di Obognano, a est degli isolotti dei Sorci e a sud-ovest di Zlarino. Sulla stessa linea nord-ovest/sud-est di Obognano, dividono il canale di Capri (Kaprijski kanal) dal canale di Zlarino (Zlarinski kanal).
- Sorella Grande[2][3] o Sestra[5][8] (Sestrica Vela), si trova a 270 m[1] circa a est di Obognano; ha una forma arrotondata e una superficie di 0,212 km²[9], il suo sviluppo costiero è di 1,72 km[9], l'altezza massima è di 59,7 m[1].
- Sorella Piccola[2][3] o Sestra piccolo[8] (Sestrica Mala), è un isolotto rotondo con un diametro di 460 m; si trova a sud-est di Sorella Grande, a circa 1,1 km[1]; ha una superficie di 0,163 km²[9], il suo sviluppo costiero è di 1,72 km[9], l'altezza massima è di 43,8 m[1] 43°40′04″N 15°48′38″E.

## Isole adiacenti
- Secca Sorelle[2][10] (plićak Sestrice), a nord-est di Sorella grande, si trova a metà strada tra quest'ultima e la costa di Zlarino 43°41′03″N 15°48′39″E.
- Gorgo[11], Vertigliaco[2], Vertlaize[4] o Verdez grande[5] (Vrtljača o Vrkljača), scoglio 1,3 km[1] a sud-est di Sorella Piccola; ha un'area di 8698 m²[6], la costa lunga 342 m[6] ed è alto 8 m[1] 43°39′30″N 15°49′38″E.
- Zoccolo[12], Zoccol[8], Socol[4] o Zocol[5] (Sokol), scoglio 1,1 km[1] a sud-ovest di Sorella Grande e a ovest di Sorella Piccola (a circa 1,6 km[1]); misura circa 200 m[1] di lunghezza, ha un'area di 0,018 km²[6], la costa lunga 535 m[6] ed è alto 11 m[1] 43°40′04″N 15°48′38″E.

### Cartografia
- (HR) Mappa topografica della Croazia 1:25000, su preglednik.arkod.hr. URL consultato il 16 giugno 2017.
- G. Giani, Carta prospettiva delle Comuni censuarie della Dalmazia, foglio 6, 1839. Fondo Miscellanea cartografica catastale, Archivio di Stato di Trieste.
- Carta di cabottaggio del mare Adriatico, foglio VII, Milano, Istituto geografico militare, 1822-1824. URL consultato il 22 dicembre 2016 (archiviato dall'url originale il 13 aprile 2013).